# Povestea lui Amy Fisher
Povestea lui Amy Fisher (titlu originar în engleză The Amy Fisher Story) este un film dramatic american din 1993, regizat de Andy Tennant.

## Rezumat
Povestea începe în 1992, când Amy Fisher zace pe un pat de spital, cu mama ei lângă ea. Anterior, ea a încercat să se sinucidă, dar părinții au prins-o și au dus-o la spital. În timp ce Amy se odihnește în pat, se gândește la viața ei din ultimii doi ani și la relația ei cu Joseph „Joey” Buttafuoco.
În 1991, părinții lui Amy i-au cumpărat o mașină nou-nouță, pentru cea de-a șaisprezecea aniversare a ei. Amy adoră mașina, dar părinții ei nu vor ca ea să profite de ea, folosind-o oricând dorește. După o ceartă cu părinții ei, Amy își petrece ziua de naștere acasă la o prietenă. Anterior, mersese cu ei la un restaurant, iar tatălui ei nu i-a plăcut faptul că purta o ținută atât de revelatoare (pentru a menține pacea, mama lui Amy i-a spus că ținuta ei este frumoasă). De asemenea, ea a flirtat cu chelnerul, privindu-l cu coada ochiului, cu un zâmbet seducător pe față.
Amy are un accident, accidentându-și mașina. Tatăl ei o duce la magazinul lui Joey Buttafuoco, pentru a o repara. Ea flirtează ușor cu Joey, punându-i o mulțime de întrebări despre viața lui personală. Începe să își accidenteze mașina intenționat, folosind-o ca pe o scuză pentru a se vedea din nou cu Joey. În cele din urmă, cei doi încep o relație. El are în jur de 30 de ani, în timp ce ea este în adolescență. Amy devine din ce în ce mai disperată cu privire la relația ei cu Joey. Are sentimente puternice pentru el și, chiar dacă știe că este căsătorit cu iubita lui din liceu, Mary Jo Buttafuoco, își dorește în mod constant să petreacă timp cu el. Când el refuză să o părăsească pe Mary Jo, Amy decide să angajeze pe cineva să o ucidă. Toți potențialii complici se dovedesc a nu fi dispuși să ducă treaba la bun sfârșit, așa că Amy decide în cele din urmă să o ucidă chiar ea pe Mary Jo.
Amy merge la casa Buttafuoco și îi spune lui Mary Jo că Joey a înșelat-o cu sora mai mică a lui Amy. Când Mary Jo își exprimă neîncrederea, Amy îi arată tricoul pe care i l-a dat Joey, dar Mary Jo tot nu o crede pe Amy, spunând că Joey a dat acel tricou multor clienți ai săi. În timp ce Mary Jo este pe punctul de a-i închide ușa în nas lui Amy, aceasta își scoate pistolul și o împușcă pe Mary Jo în cap. Împușcătura nu o ucide pe Mary Jo, dar îi lasă fața parțial paralizată pe viață.
Joey își dă seama că Amy a fost cea care i-a împușcat soția. Mary Jo confirmă acest lucru, în cadrul unei identificări. Rapoartele despre împușcături se răspândesc în mass-media, iar Amy primește porecla de „Long Island Lolita”.
În cele din urmă, la sfârșitul anului 1992, Amy este condamnată la cinci până la cincisprezece ani de închisoare. Joey Buttafuoco este condamnat pentru viol de minori în octombrie 1993 și ispășește șase luni de închisoare.

## Distribuție
- Drew Barrymore - Amy Fisher
- Anthony John Denison - Joey Buttafuoco
- Harley Jane Kozak - Amy Pagnozzi
- Tom Mason - Eric Naiburg
- Laurie Paton - Mary Jo Buttafuoco
- Ken Pogue - Elliot Fisher

## Recepție
Criticul Camille Paglia a respins filmul, numindu-l „sinuos” și criticându-i pe critici pentru că l-au salutat ca fiind cel mai bun dintre cele trei filme care au fost făcute despre Amy Fisher.